# Kistefosmuseum
Het Kistefosmuseum (Noors: Kistefos-Museet) is een kunstmuseum en beeldenpark in het Noorse Jevnaker. Het beeldenpark werd opgericht in 1996. Kistefos werd gesticht door Christen Sveaas, de hoofdaandeelhouder van investeringsfonds Kistefos (op de site van de voormalige houtpulpfabriek van Kistefos). In september 2015 werd een uitbreiding toegevoegd van architectenbureau Bjarke Ingels Group, met de opvallende brug The Twist over de rivier.

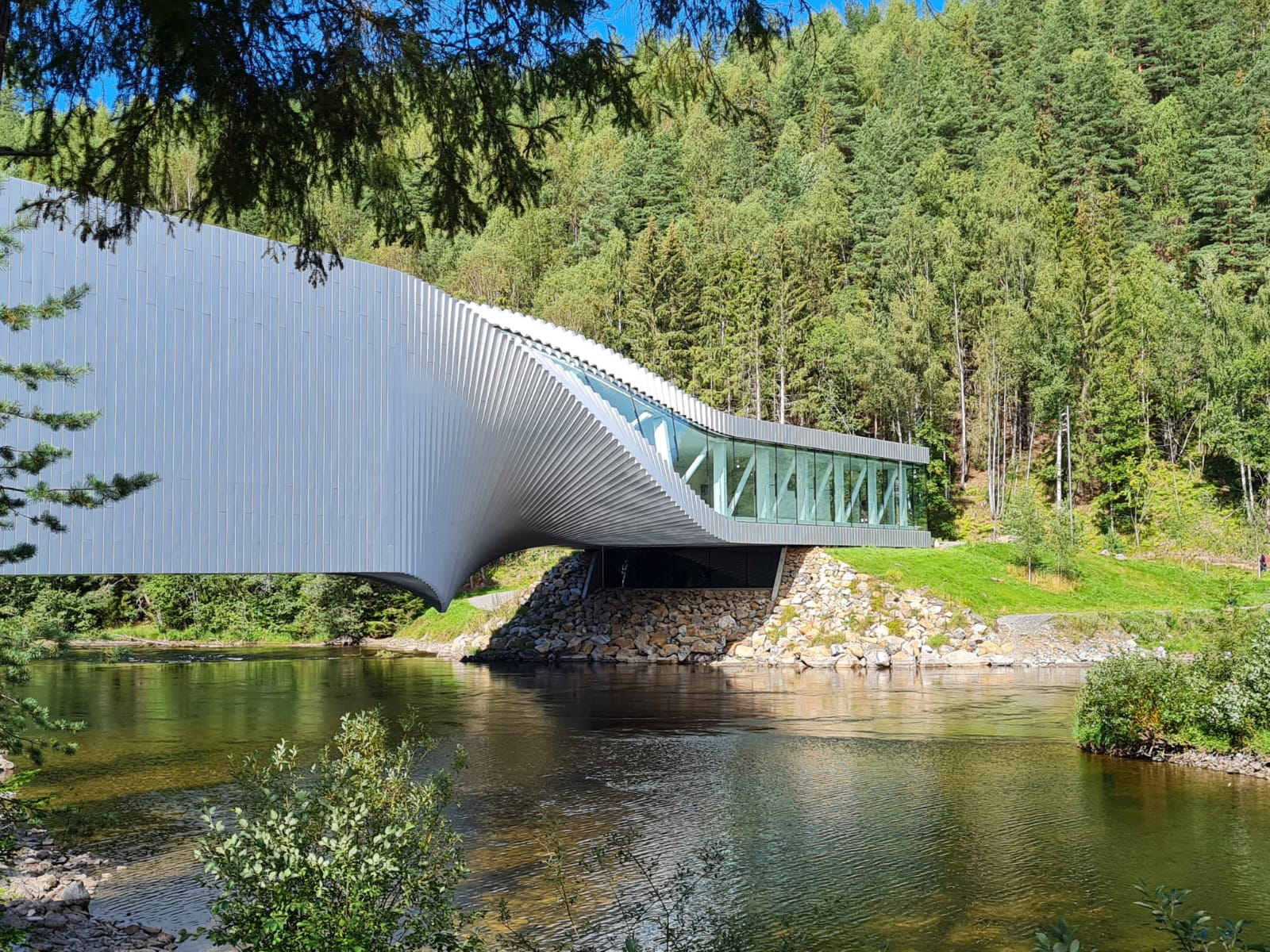
The Twist